# (2011) Veteraniya
(2011) Veteraniya es un asteroide que forma parte del cinturón de asteroides y fue descubierto el 30 de agosto de 1970 por Tamara Mijáilnovna Smirnova desde el Observatorio Astrofísico de Crimea, en Naúchni.

## Designación y nombre
Veteraniya recibió inicialmente la designación de 1970 QB1.
Más tarde se nombró así para honrar a los veteranos soviéticos de la Segunda Guerra Mundial.

## Características orbitales
Veteraniya está situado a una distancia media de 2,387 ua del Sol, pudiendo acercarse hasta 2,03 ua y alejarse hasta 2,744 ua. Su excentricidad es 0,1495 y la inclinación orbital 6,187 grados. Emplea 1347 días en completar una órbita alrededor del Sol.

## Características físicas
La magnitud absoluta de Veteraniya es 12,9 y el periodo de rotación de 8,209 horas.